# Bucinogonus kandti
Bucinogonus kandti är en mångfotingart som först beskrevs av Carl 1909.  Bucinogonus kandti ingår i släktet Bucinogonus och familjen Spirostreptidae. Inga underarter finns listade i Catalogue of Life.